# Papanduva
Papanduva är en kommun i Brasilien.   Den ligger i delstaten Santa Catarina, i den södra delen av landet, 1 200 km söder om huvudstaden Brasília. Antalet invånare är 17 931.
I omgivningarna runt Papanduva växer i huvudsak städsegrön lövskog. Runt Papanduva är det ganska glesbefolkat, med 26 invånare per kvadratkilometer.